# Résurrection (Paolo Uccello)
Pour les articles homonymes, voir Résurrection (homonymie).
Résurrection est un vitrail dont le carton fut dessiné par Paolo Uccello et qui fut réalisé par Bernardo di Francesco en 1443-1445. Il est situé sur une des ouvertures circulaires du tambour du dôme de la cathédrale Santa Maria del Fiore de Florence.

## Histoire
Ce vitrail fait partie d'une commande globale passée par le chantier de l'Œuvre du Duomo de trois vitraux comprenant également une Annonciation et une Nativité.

## Description
Le thème de l'iconographie chrétienne invoqué est celui de la Résurrection du Christ, le moment même où il émerge de son tombeau (ici représenté en sarcophage) entouré de part et d'autre de soldats encore endormis. Le Christ victorieux (car triomphant de la Mort), enveloppé de son linceul, porte sa bannière blanche à croix rouge, il est nimbé de rayons dorés et porte auréole.

## Analyse
On remarquera le très connu mazzocchio (it), coiffure portée part les Florentins, que Paolo Uccello invoque dans plusieurs de ses tableaux et dont il fit des études perspectives savantes. Ici c'est un des soldats (à droite) qui le porte.
La maîtrise perspective est également visible dans le dessin du couvercle et du sarcophage ouvert d'où émerge le Christ et c'est une innovation dans le dessin d'un vitrail.